# Burg Wineck (Dambach)
Die Burg Wineck (französisch Château de Wineck), ursprünglich Windeck genannt, ist die Ruine einer kleinen mittelalterlichen Höhenburganlage oberhalb des Winecker Tales bei Dambach im Elsass und gehört zum Typus der Felsenburgen.

## Geschichte
Nach archäologischen Erkenntnissen wurde die Burg im 13. Jahrhundert errichtet. Die Burg wird 1338 erstmals urkundlich als Hauß Windecken im Besitz des Ritter Johann Marsilius von Saarbrücken, erwähnt. Im Jahr 1517 erhielt Wolf Eckbrecht von Dürckheim die Burg zusammen mit Burg Schöneck zu Lehen.
Die Burg wurde wahrscheinlich 1680 zusammen mit Burg Schöneck zerstört.
Seit dem 30. Dezember 1985 steht sie als Monument historique unter Denkmalschutz.

## Beschreibung
Die Ruine der Burg Wineck liegt in 368 Metern Höhe. Von der auf der Ostseite des Felsens gelegenen Unterburg gibt es lediglich wenige Mauerreste. Die Oberburg ist frei zugänglich und nur mit Kletterzeug zu erreichen. Die Burg wurde für den Klettersport freigegeben, jedoch mit Rücksicht auf die archäologischen Relikte. Auf der Oberburg sind ein Felsenraum und Reste des Turms sowie der Schildmauer erhalten.
Möglicherweise gehörte die Burg Wineck zu der auf demselben Bergrücken gelegenen Burg Wittschlössel.